# Les Moutiers-en-Cinglais
Les Moutiers-en-Cinglais is een gemeente in het Franse departement Calvados (regio Normandië) en telt 515 inwoners (2020). De plaats maakt deel uit van het arrondissement Caen.

## Geografie
De oppervlakte van Les Moutiers-en-Cinglais bedraagt 6,7 km², de bevolkingsdichtheid is 76 inwoners per km².
De onderstaande kaart toont de ligging van Les Moutiers-en-Cinglais met de belangrijkste infrastructuur en aangrenzende gemeenten.

## Demografie
Onderstaande figuur toont het verloop van het inwonertal (bron: INSEE-tellingen).
Vanwege een beveiligingsprobleem met de MediaWiki Graph-software is het momenteel niet mogelijk deze grafiek weer te geven. Zodra de software is bijgewerkt zal de grafiek vanzelf weer zichtbaar worden.

## Geboren te Les Moutiers-en-Cinglais
- Emmanuel Le Roy Ladurie (1929-2023), historicus

1. ↑  Populations de référence 2022.